# Literatura de la Revolución mexicana
Se conoce como literatura de la Revolución Mexicana' a la producción literaria realizada durante el proceso revolucionario, con desarrollo de ideas y concepto de pensamientos que se experimentó en México entre 1910 y 1920. Estos años estuvieron marcados por revueltas en armas, reclamos sociales y disputas por el poder político.
La revolución produjo una uniformidad de lo mexicano, destacando la campaña educativa de José Vasconcelos, que desde la Secretaría de Educación Pública desarrolló la idea del pueblo mestizo. También dio lugar al desarrollo de nuevas formas de contar la realidad social, y los escritores buscaron conexiones entre su obra y el medio social y contexto en el que transcurrieron sus vidas. Fue mayormente a través de cuentos y novelas como se plasmaron las producciones literarias. Entre los temas que se presentan en las novelas se encuentran el discurrir del pueblo en la miseria y el hambre y las situaciones que enfrenta el soldado durante los combates. 
Entre las novelas de la revolución se destaca Los de Abajo (1915), obra Mariano Azuela que destaca por la referencia y protagonismo de sectores sociales con problemas definidos. La obra entronca el nacimiento de un realismo novel y una forma distinta de relatar; y marcando la senda para la producción literaria de otros escritores latinoamericanos. 
Aguilera Navarrete cita a Luis Leal quien señala que el periodo fuerte de esta literatura se encuentra entre 1928 y 1940, "momento en que aparece un gran número de piezas literarias sobre la Revolución: La sombra del caudillo (1929) de Martín Luis Guzmán; la trilogía Famosa de José Vasconcelos, Ulises criollo (1935), La tormenta (1936) y El preconsulado (1939); Cuentos de todos colores (1933) y Cuentos bárbaros (1930) de Dr. Atl (Gerardo Murillo); Cuentos de Juan Pirulero (1939) de Ermilo Gómez Abreu; La ciudad roja (1932) de José Mancisidor; Vámonos con Pancho Villa (1931), Memorias de Pancho Villa (1935), Se llevaron el cañón para Bachimba (1941) y El feroz cabecilla (1936) de Rafael Muñoz; El resplandor (1937) de Mauricio Magdaleno; Memorias de campaña (1933) de Francisco L. Urquizo, entre otros no menos importantes..." 

## Escritores
- Mariano Azuela - Obra: Los de abajo[4] (1915)
- Martín Luis Guzmán - Obra: La sombra del caudillo (1929)
- Nellie Campobello - Obra: Cartucho (1931),[5] Apuntes sobre la vida militar de Francisco Villa (1940)
- José Rubén Romero - Obra: Desbandada, El pueblo inocente, Mi caballo, mi perro, y mi rifle (1936)
- Gregorio López y Fuentes Obra: El indio (1935) y Arrieros (1937)